# Drum (Podbablje)
Drum je naselje u općini Podbablje, u Splitsko-dalmatinskoj županiji. 

## Zemljopis
Drum je administrativno središte općine Podbablje. Nalazi se 6 km jugozapadno od Imotskog u pravcu Splita. 
Sam Drum se ne nalazi na magistralnoj cesti Split - Imotski, već se u mjesto stiže iz Grubina, naselja udaljenog 2 km koje se nalazi na magistralnoj cesti Split - Imotski. Naselje se dijeli na dva dijela, Donji i Gornji Drum, koji se pak sastoje od niza zaselaka koji su nazive dobili po prezimenima domicilnog stanovništva.
Gornji Drum čine zaseoci: Šušnjari, Miševići i Vuksani, a Donji Drum: Vrljići, Perkušići, Dodigi, Tolići.
Drum je naselje u župi Sv. Luke Podbablje, a u kojem se nalazi velika centralna crkva posvećena Sv. Anti, a dan mjesta slavi se 29. lipnja, na dan katoličkog blagdana sv. Petra.

## Stanovništvo
1869. i 1921. podaci su sadržani u naselju Podbablje Gornje. Do 1910. te u 1953. i 1961. iskazivano kao dio naselja. 
| broj stanovnika | 307   |       | 255   | 191   | 214   | 204   |       | 607   | 769   | 783   | 814   | 792   | 770   | 702   | 697   | 702   | 618   |
|                 | 1857. | 1869. | 1880. | 1890. | 1900. | 1910. | 1921. | 1931. | 1948. | 1953. | 1961. | 1971. | 1981. | 1991. | 2001. | 2011. | 2021. |